# HNK Hajduk Split
HNK Hajduk Split (chorvatsky Hrvatski nogometni klub Hajduk Split, Chorvatský fotbalový klub Hajduk Split) je chorvatský fotbalový klub ze Splitu, který působí v chorvatské první lize, nejvyšší soutěži chorvatského fotbalu. Od roku 1979 je domovským stadionem klubu Stadion Poljud s kapacitou 34 198 diváků. Tradičními domácími barvami týmu jsou bílé dresy s modrými trenýrkami a modrými ponožkami.
S nápadem založit fotbalový klub přišla skupina splitských studentů, kteří studovali v Praze. Po zhlédnutí zápasu mezi Slavií a Spartou Praha se skupina sešla v hostinci U Fleků a hovořila o tom, že by doma založila fotbalový klub. Po návratu do Splitu svůj plán uskutečnili a 13. února 1911 byl založen Hajduk. Od počátku 20. let 20. století do roku 1940 se Hajduk pravidelně účastnil mistrovství Království Jugoslávie. Po druhé světové válce a vzniku jugoslávského ligového systému v roce 1946 Hajduk pokračoval po celé období SFR Jugoslávie v nejvyšší soutěži. Po rozpadu Jugoslávie vstoupil klub v roce 1992 do chorvatské první ligy, od jejíž první sezóny nikdy nesestoupil z nejvyšší soutěže. Hajduk je tak jediným bývalým jugoslávským klubem, který od vzniku původní Jugoslávie nikdy nesestoupil z nejvyšší soutěže, ačkoli řada bývalých jugoslávských klubů má za sebou dlouhá období v nejvyšší soutěži z dob SFR Jugoslávie.
Hajduk je jeden z nejúspěšnějších týmů v Chorvatsku a bývalé Jugoslávii, který získal devět titulů v jugoslávské a šest v chorvatské lize, devět titulů v jugoslávském a sedm v chorvatském poháru a pět titulů v chorvatském superpoháru, aniž by kdy sestoupil z nejvyšší fotbalové ligy v zemi.
Zlatá éra klubu přišla v 70. letech, kdy vyhrál čtyři tituly v jugoslávské lize a pět v jugoslávském poháru. Hajduk je také jediným klubem v historii jugoslávského fotbalu, který vyhrál pětkrát Jugoslávský pohár (v letech 1972–1977), a také jediným neporaženým mistrem (sezóna 1950). Největšími evropskými úspěchy Hajduku jsou tři účasti ve čtvrtfinále Poháru mistrů evropských zemí, jedno semifinále Poháru UEFA a jedno semifinále Poháru vítězů pohárů.
Hlavním soupeřem klubu je Dinamo Záhřeb, vzájemné zápasy jsou označovány jako „věčné derby“. Fanoušci Hajduku Split se nazývají Torcida Split a jsou nejstarší organizovanou firmou v Evropě, která byla založena v roce 1950. Inspirací pro název byli brazilští fanoušci na Mistrovství světa ve fotbale v roce 1950, kteří se jmenovali Torcida.
Od roku 2008 je klub akciovou společností, i když není kótován na veřejné burze, a většinu akcií vlastní město Split. Je jedním ze dvou sportovních týmů vlastněných fanoušky v Chorvatsku, v roce 2016 dosáhl počtu více než 43 000 členů a v roce 2022 více než 81 000 členů. Existuje také více než 50 fanklubů Hajduku, které se nacházejí převážně v Chorvatsku a Německu, ale až ve Spojených státech, Irsku a Austrálii.

## Historie

### Začátky

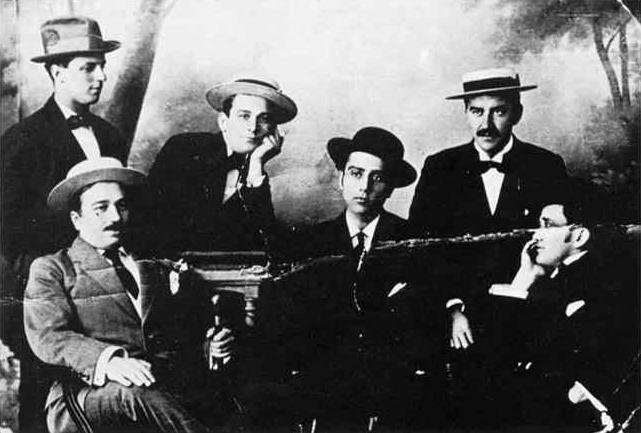
Zakládající členové Hajduku v hospodě U Fleků v Praze

Klub byl založen ve staré hospůdce U Fleků v Praze (v té době součástí Rakouska-Uherska), skupinkou studentů ze Splitu: Fabjan Kaliterna, Lucijan Stella, Ivan Šakić a Vjekoslav Ivanišević. Na cestě do hospody po zápase mezi Spartou a Slávií si vymysleli svůj nový městský fotbalový klub. Všichni věděli jak je sport ve Splitu populární a jak jejich přátelé dokáží hrát. 
Klub byl oficiálně se všemi formalitami založen 13. února 1911. zatímco hledali správný název pro svůj nový klub (další možnosti byly „Velebit“, „Uskok“, „Marjan“…), studenti šli pro radu ke svému starému učiteli Josipu Baračovi. Po pár rozhovorech jim Josip pověděl, ať zvolí název „Hajduk“, který symbolizuje „v čem jsou naši lidé nejlepší: statečnost, lidskost, přátelství, láska ke svobodě a obrana slabších.“
Hajdukové byli protiosmanští bojovníci, kteří působili na území hlavně Srbska, ale také i Valašska, či Bulharska (tam se používal název Hajdutin). Spekulací je, že jeden z nejznámějších Hajduků Andrija Šimić, který se triumfálně vrátil do Splitu v roce 1902 z Rakouského vězení, byl také inspirací pro název „Hajduk“. Zakladatelé navrhli logo klubu a skupinka sester z Katolického kláštera ve Splitu, vytvářeli kopie a rozdávaly je fanouškům.
Hajduk shromáždil skupinu obyvatelů Splitu, chorvatské odboráře neboli puntari. To je důvod proč má klub specifický název „hrvatski nogometni klub“ („chorvatský fotbalový klub“). Klub byl sám proti Rakousko-uherské vládní politice , která nedovolovala sjednocení chorvatských provincií a udržovaly je oddělené (vláda nedovolovala sjednocení Dalmácie se zbytkem Chorvatska. Prvním soupeřem Hajduku byl tým Calcio Spalato, klub autonomním společníkem ze Splitu, zápas skončil 9–0 (6–0) vítězstvím pro Hajduk. Prvním střelcem Hajduku byl Šime Raunig.

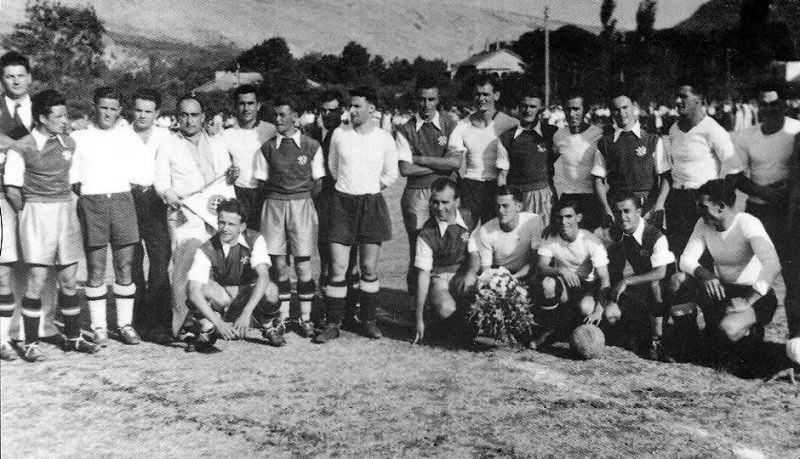
Před zápasem: Hajduk proti HŠK Zrinjski Mostar 13. srpna 1939, Hajduk zvítězil 3:2.

V roce 1912 odehrál Hajduk svůj první zápas v Záhřebu proti fotbalovému klubu HAŠK a prohrál 3:2. První mezinárodní zápas proti významnému soupeři se uskutečnil v roce 1913 proti českému klubu Slavia Praha, který v té době patřil k nejsilnějším celkům v Evrope. Hajduk nakonec zápas prohrál 1:13. Po vzniku Království Srbů, Chorvatů a Slovinců se Hajduk poprvé přihlásil do jugoslávské ligy v roce 1923 a v sezóně prohrál svůj první a jediný zápas proti SAŠK. V témže roce však Hajduk během turné v severní Africe porazil Marseille 3:2, což ve Splitu vyvolalo masové oslavy. V následujícím roce byl kádr považován za tak silný, že 10 z 11 hráčů, kteří odehráli mezinárodní přátelské utkání za Jugoslávii proti Československu, bylo smluvně vázáno v Hajudku (jedinou výjimkou byl brankář, protože Hajduk měl v té době italského brankáře).
V roce 1926, na počest 15. narozenin klubu, věnoval skladatel Ivo Tijardović klubu operetu „Kraljica baluna“, čímž se stal jediným fotbalovým klubem na světě, který má vlastní operetu. Kromě národního šampionátu se Hajduk v letech 1920–1936 nepřetržitě účastnil i dalmatského mistrovství, které až na jeden případ vyhrál.
Hajduk dosáhl svého prvního období slávy na konci dvacátých let, kdy získal první dva tituly mistra Jugoslávie (1927 a 1929), což mu vyneslo účast ve Středoevropském poháru. Mezi nejlepší hráče v tomto období patřili Leo Lemešić a Vladimir Kragić, přičemž Ljubo Benčić se dokázal stát nejlepším střelcem sezóny 1927. Dlouholetým trenérem týmu byl jeden z klubových velikánů, Luka Kaliterna. Během diktatury 6. ledna byl přívlastek „chorvatský“ ve slově „chorvatský fotbalový klub“ ke zděšení týmu násilně nahrazen přívlastkem „jugoslávský“. Třicátá léta se navíc pro Hajduk ukázala jako katastrofální, protože nevyhrál žádný turnaj ani mistrovství a zaznamenal jen několik úspěchů v mezinárodních zápasech.
V éře chorvatské Bánoviny se jim podařilo získat jeden titul v letech 1940–41 s impozantní bilancí 14–3–1. Jako chorvatský mistr se klub chystal hrát play-off o titul mistra Jugoslávie, ale s příchodem druhé světové války se mistrovství nikdy nedohrálo. V této době mohl mít Hajduk fantastickou generaci v čele s mladým Frane Matošićem, Ratkem Kacijanem a také významným českým internacionálem Jiřím Sobotkou.

### Druhá světová válka
V dubnu 1941, během druhé světové války, byla Jugoslávie napadena, okupována a rozdělena mocnostmi Osy, přičemž Split byl připojen přímo k Itálii. Obyvatelé i hráči byli proti asimilaci k Itálii, a tak klub přestal na vzdory po celou dobu okupace Splitu soutěžit a odmítl nabídku vstoupit do italské první ligy pod názvem „AC Spalato“. Místo toho Benito Mussolini založil společnost Societa Calcio Spalato a domácí hřiště přejmenoval po svém synovi. Po kapitulaci Itálie v roce 1943 partyzáni Split dočasně osvobodili a italskou posádku odzbrojili, ale německá armáda město rychle znovu obsadila a přidělila ho Nezávislému státu Chorvatsko (NDH), který v Záhřebu zřídila už v roce 1941. Postoj klubu se nezměnil, ani když se vedení NDH pokusilo zařadit Hajduk do Poháru Nezávislého státu Chorvatsko, protože NDH si ve Splitu vysloužilo nelibost za spojenectví a rozdělení s Itálií. Po invazi Spojenců do jižní Itálie a ovládnutí []Středozemního moře se jadranské ostrovy staly útočištěm odboje, což podnítilo znovuzrození Hajduku na jednom z nich v roce 1944.
Hráči klubu se poté připojili k partyzánskému generálnímu štábu na ostrově Vis v Jaderském moři. Dne 7. května 1944, na svátek svatého Domnia, patrona Splitu, za přítomnosti partyzánského vůdce Josipa Broze Tita a britských důstojníků (jedním z nich byl Randolph Churchill) byl Hajduk znovu zformován a začal hrát jako oficiální fotbalový tým jugoslávského odboje. Se spojeneckými služebními fotbalovými týmy z druhé strany Jadranu se utkali v Itálii, kde 23. září v Bari před nejméně 40 000 diváky sehráli slavný přátelský zápas s britskou armádou, který prohráli 2:9. Zápas je považován za jeden z nejnavštěvovanějších fotbalových zápasů ve válečných letech, o několik let později se konala odveta v osvobozeném Splitu (Hajduk vyhrál 1:0). V této době přijalo vedení klubu jako odznak bílo-modrém klubovém dresu rudou hvězdu partyzánů. Během roku 1945 se Hajduk vydal na turné po Egyptě, Palestině, Libanonu, Sýrii a Maltě. Při cestě dlouhé zhruba 30 000 kilometrů a odehrání více něž 90 zápasů, Hajduk 74 z nich vyhrál. Během pobytu v Bejrútu udělil Charles de Gaulle Hajduku titul čestného týmu Svobodné Francie, trofej je dodnes ceněna.
Klub prý svou zdatností a „jedinečným dalmatským duchem“ zapůsobil na Tita, který často navštěvoval zápasy. Po válce vyzval Hajduk, aby se přestěhoval do hlavního města Jugoslávie Bělehradu a stal se oficiálním týmem Jugoslávské lidové armády (JNA), ale klub odmítl, protože chtěl nadále hrát v rodném Splitu. Místo toho byl založen jeden z jejich budoucích největších rivalů, FK Partizan. Hajduk se však ještě dlouho po válce těšil pověsti „Titova oblíbence“ a právě díky přátelským vztahům s odbojem 
se stal jedním z mála jugoslávských fotbalových klubů (a jediným významným), který nebyl po válce komunistickou vládou rozpuštěn (jako tomu bylo u řady dalších klubů, zejména významných, jako BSK, Građanski, Jugoslavija, Concordia, HAŠK a Slavija).

### Ikonická 50. léta
Po druhé světové válce hrál Hajduk i nadále jugoslávské mistrovství a jeho pohár. V roce 1946 vyhráli chorvatské mistrovství a založili časopis Journal of Hajduk. V letech 1948–1949 navštívil Hajduk Austrálii a stal se prvním jugoslávským týmem, který hrál na všech kontinentech. V roce 1950 klub vyhrál jugoslávské mistrovství bez jediné prohry, čímž vytvořil rekord, který se před rozpadem Jugoslávie o 40 později nikomu nepodařilo vyrovnat. 28. října 1950, den před rozhodujícím zápasem s jedním z největších rivalů Crvenou Zvezdu Bělehrad (výhra 2:1), byla založena oficiální fanouškovská organizace Torcida, kterou založil student inženýrství Vjenceslav Žuvela, jenž zvolil název podle nadšených brazilských fanoušků. Torcida se stala první organizovanou skupinou příznivců v Evropě. Následující rok byla dokončena rekonstrukce stadionu „Stari Plac“, který byl domovem klubu po více než tři desetiletí.
Následující sezóny ukázaly nadvládu Hajduku, ale také politické manipulace, které měly zabránit zisku mistrovského titulu. Jednak byla Torcida komunistickými úřady považována za nepřátelskou organizaci, která představovala riziko pro národní uvědomění nového jugoslávského státu. Vedení Hajduku bylo sankcionováno, kapitán týmu vyloučen z komunistické strany a Vjenceslav Žuvela uvězněn. Dále se Hajduk během zimní přestávky sezóny 1952/53 na pozvání Juana Peróna vydal na turné do Jižní Ameriky, které si nakonec prodloužil. To způsobilo, že se domů vrátili se zpožděním, ale místo slibovaného odkladu zápasů v mistrovství je čekala porážka s BSK a remíza se Spartakem Subotica, protože proti nim musel hrát jejich mládežnický tým a pár veteránů. Přestože Hajduk později v Bělehradě porazil jak Rudou hvězdu (4:1), tak Partizan (4:2), mistrem se stala Rudá hvězda s pouhým dvoubodovým náskokem.
V následující sezóně došlo k podobnému případu, kdy hráči Vladimir Beara a Bernard Vukas přišli pozdě na trénink národního týmu a dostali měsíční zákaz činnosti. Bez těchto důležitých hráčů Hajduk prohrál důležité zápasy a Dinamo Záhřeb skončilo jako mistr. To vše přimělo klubovou legendu Franeho Matošiće, aby na zasedání Jugoslávského fotbalového svazu vtrhl do budovy a řekl: „Máte alespoň špetku poctivosti?“. 3. dubna 1955 v Záhřebu Hajduk porazil Dinamo 6:0, čímž zaznamenal největší vítězství v derby mezi dvěma největšími chorvatskými kluby, a později získal mistrovský titul. Fotbalový svaz Jugoslávie je však kvalifikoval do evropského poháru Mitropa, zatímco Partizan byl vybrán k účasti v inauguračním evropském poháru.
Na začátku 50. let minulého století měl klub jednu z nejslavnějších generací hráčů, která získala tři tituly mistra Jugoslávie. Dva takoví hráči, brankář Vladimir Beara a záložník Bernard Vukas (zvaný „Bajdo“) narozený v Záhřebu, byli povoláni do reprezentace Týmu Evropy v přátelských zápasech proti Velké Británii. V jednom ze zápasů Vukas vstřelil hattrick. Kromě nich vstřelil Frane Matošić svých 729 gólů v 739 oficiálních i neoficiálních zápasech, čímž vytvořil klubový rekord, který pravděpodobně nikdy nebude překonán. Mezi další slavné hráče patřili Božo Broketa, Ljubomir Kokeza, Slavko Luštica a Lenko Grčić.

### Mizerná 60. léta a další zlatá generace

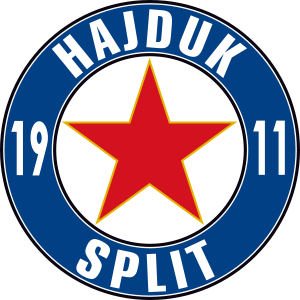
Logo Hajduku s rudou hvězdou od roku 1960 do roku 1990

Generace 50. let se po zisku titulu v roce 1955 rozpadla, Matošić odešel do důchodu, Beara přestoupil do Rudé hvězdy Bělehrad a Vukas do italského klubu Bologna. Šedesátá léta se zapsala do historie Hajduku jako jedno z nejtěžších období. Ve čtyřech sezónách (1963 až 1966) neskončil klub lépe než na desátém místě a v další polovině desetiletí nebyl lepší než čtvrtý. V sezóně 1965–1966 bylo Hajduku kvůli „aféře Planinić“ obviňující ho z falšování zápasů v těchto neúspěšných sezónách odečteno pět bodů (oproti původnímu trestu sestupu) a Hajduk se dokázal udržet v nejvyšší soutěži velkou zásluhou Petara Nadoveze, který se dokázal stát s 21 góly nejlepším střelcem ligy. Během této éry získal klub pouze jednu trofej, pohár v roce 1967, který byl zároveň první jugoslávskou pohárovou trofejí a poslal tým v následujícím roce do Poháru vítězů evropských pohárů, což byla jeho první účast v rámci mezinárodní soutěže organizované UEFA. Mezi prominentní hráče té doby patřili Ante Žanetić (člen fotbalového týmu světa roku 1960), Ivica Hlevnjak, Vinko Cuzzi a Andrija Anković.
V letech 1970 až 1980 dosáhl Hajduk svých nejúspěšnějších let v Jugoslávii. Nová „zlatá generace“ získala v letech 1972–1979 pět pohárů v řadě a čtyři mistrovské tituly, které doprovázely pozoruhodné mezinárodní úspěchy. V roce 1971 a po šestnáctiletém čekání získal Hajduk titul po památném venkovním vítězství 4:3 nad Partizanem v rozhodujícím zápase, v němž Hajduk v jednu chvíli prohrával 0:3. V roce 1979 se Hajduk stal mistrem Jugoslávie. Tohoto nečekaného úspěchu bylo dosaženo s týmem složeným z mladíků a Nadoveza se stal nejlepším střelcem ligy ještě jednou. Po zisku prvního z pěti po sobě jdoucích domácích pohárů v roce 1972 dosáhl tým prvního většího mezinárodního úspěchu, když si v následujícím roce zahrál semifinále Poháru vítězů pohárů proti Leeds United. Manažerem týmu byl v té době jeden z nejlepších Chorvatů Branko Zebec.
Po odchodu Zebce z klubu ho nahradil mladý a talentovaný Tomislav Ivić, který se později stal trenérskou legendou klubu a jedním z nejúspěšnějších manažerů v Evropě, když získal osm ligových titulů v sedmi různých zemích. Během prvních tří let pod Ivićovým vedením získal Hajduk dva jugoslávské tituly a tři poháry. V roce 1976 mohl Hajduk získat třetí double v řadě poté, co porazil venku 6:1 prvoligový Partizan. V posledním zápase sezony však došlo ke skandálu, když Partizan porazil Olimpiji po gólu v 95. minutě zápasu (přestože UEFA ještě dalších 20 let nezavedla přidaný čas) po mnoha pochybných rozhodnutích rozhodčích v průběhu zápasu. Po skončení sezony Ivić odešel z Hajduku do Ajaxu, ale o dva roky později se vrátil jen proto, aby získal další ligový titul, poslední pro klub v bývalé Jugoslávii.
Během těchto let se Hajduk dostal do čtvrtfinále Evropského poháru i Poháru vítězů pohárů a zaznamenal výrazné domácí výhry nad PSV (2:0), Arsenalem (2:1) a Saint Etienne (4:1). Mezi významné hráče Hajduku a jugoslávské internacionály patřili brankáři Ivan Katalinić a Radomir Vukčević, obránci Ivan Buljan (Jugoslávský fotbalista roku 1975), Zoran Vujović, Dragan Holcer, Vilson Džoni, Luka Peruzović a Vedran Rožić; záložníci Jurica Jerković, Dražen Mužinić (Jugoslávský fotbalista roku 1975), Branko Oblak (kandidát na Zlatý míč 1974) a útočníci Ivica Šurjak (Jugoslávský fotbalista roku 1976) a Slaviša Žungul. Respektovaným prezidentem klubu byl v té době Tito Kirigin.

### Prokletí Poljud
V roce 1979 se Hajduk přestěhoval na nově navržený stadion v Poljudu, který byl postaven pro pořádání Středomořských her v roce 1979. Osmdesátá léta však byla o poznání méně úspěšná, neboť klub získal pouze tři jugoslávské poháry, než se SFR Jugoslávie v roce 1991 rozpadla. Boje klubu byly často spojovány s novým domovským stadionem, který měl atletickou běžeckou dráhu kolem hřiště, na rozdíl od stadionu Stari Plac, kde mohli příznivci fandit mnohem blíže svému týmu. V inaugurační sezoně klubu na stadionu Poljud se odehrál nejikoničtější oficiální mezinárodní zápas Hajduku: čtvrtfinále Evropského poháru 1979/80 proti pozdějšímu finalistovi Hamburger SV a domácí výhra 3:2 po prohře 0:1 venku. V pozdějších letech dosáhl Hajduk památných domácích výher proti Valencii (4:1), Bordeaux (4:1), Marseille (2:0), Universitatea Craiova (1:0), Tottenhamu Hotspur (2:1) a přátelského utkání proti Manchesteru United (6:0), které je považováno za největší prohru United mimo Anglii. Hajduk také vyřadil kluby jako Metz (5:1, 2:2), VfB Stuttgart (3:1, 2:2), Turín (3:1, 1:1), Dnipro Dněpropetrovsk (2:0, 1:0), Universitatea Craiova (0:1, 1:0, 3:1pen) a Sparta Praha (2:0, 0:1), v roce 1984 se dostal do semifinále Poháru UEFA a v roce 1986 do čtvrtfinále. V roce 1988 při domácím utkání Poháru vítězů pohárů s Marseille vypouštění slzného plynu z publika způsobilo, že zápas byl za stavu 2:0 pro Hajduk přerušen a Marseille bylo přiznáno kontumační vítězství 0:3; Hajduk byl také na následující dva roky vyloučen ze všech soutěží UEFA.
Kromě mezinárodního úspěchu nebyly domácí výsledky tak působivé. Přestože se Hajduk po celé desetiletí pohyboval na špici ligové tabulky a spolu s Dinamem Záhřeb, Partizanem a Rudou hvězdou Bělehrad tvořil takzvanou „velkou jugoslávskou čtyřku“, před osamostatněním Chorvatska nezískal žádný titul. Mezi významné hráče té doby patřili brankáři Ivan Pudar a Zoran Simović (Jugoslávský fotbalista roku 1983); obránci Boro Primorac, Branko Miljuš a Jerko Tipurić; záložníci Blaž Slišković (Jugoslávský fotbalista roku 1985), Ivan Gudelj (Jugoslávský fotbalista roku 1982), Zoran Vulić, Aljoša Asanović, Stipe Andrijašević, Dragutin Čelić a útočník Zlatko Vujović (kandidát na Zlatý míč 1981). Na konci jugoslávské éry začala za klub hrát mladá generace budoucích bronzových medailistů z Mistrovství světa ve fotbale 1998. Patřili mezi ně Igor Štimac, Robert Jarni, Alen Bokšić, Nikola Jerkan a Slaven Bilić.
V důsledku národnostního napětí, které nakonec vedlo k jugoslávským válkám, obnovil Hajduk během turné v Austrálii svůj tradiční znak s chorvatskou šachovnicí, vynechal rudou hvězdu a po návratu vyvolal mohutné davové oslavy. V září téhož roku byl domácí zápas s Partizanem v 73. minutě přerušen kvůli tomu, že diváci vnikli na hřiště a zapálili jugoslávskou vlajku. Později, 8. května 1991, vyhrál Hajduk poslední pořádané finále Jugoslávského poháru, když v Bělehradě porazil gólem Bokšiće tehdejšího mistra Evropy Rudou hvězdu. Titova trofej pro vítěze Jugoslávského poháru tak byla udělena Hajduku, aby zůstala v trvalém vlastnictví klubu.

### Liga mistrů a finanční problémy

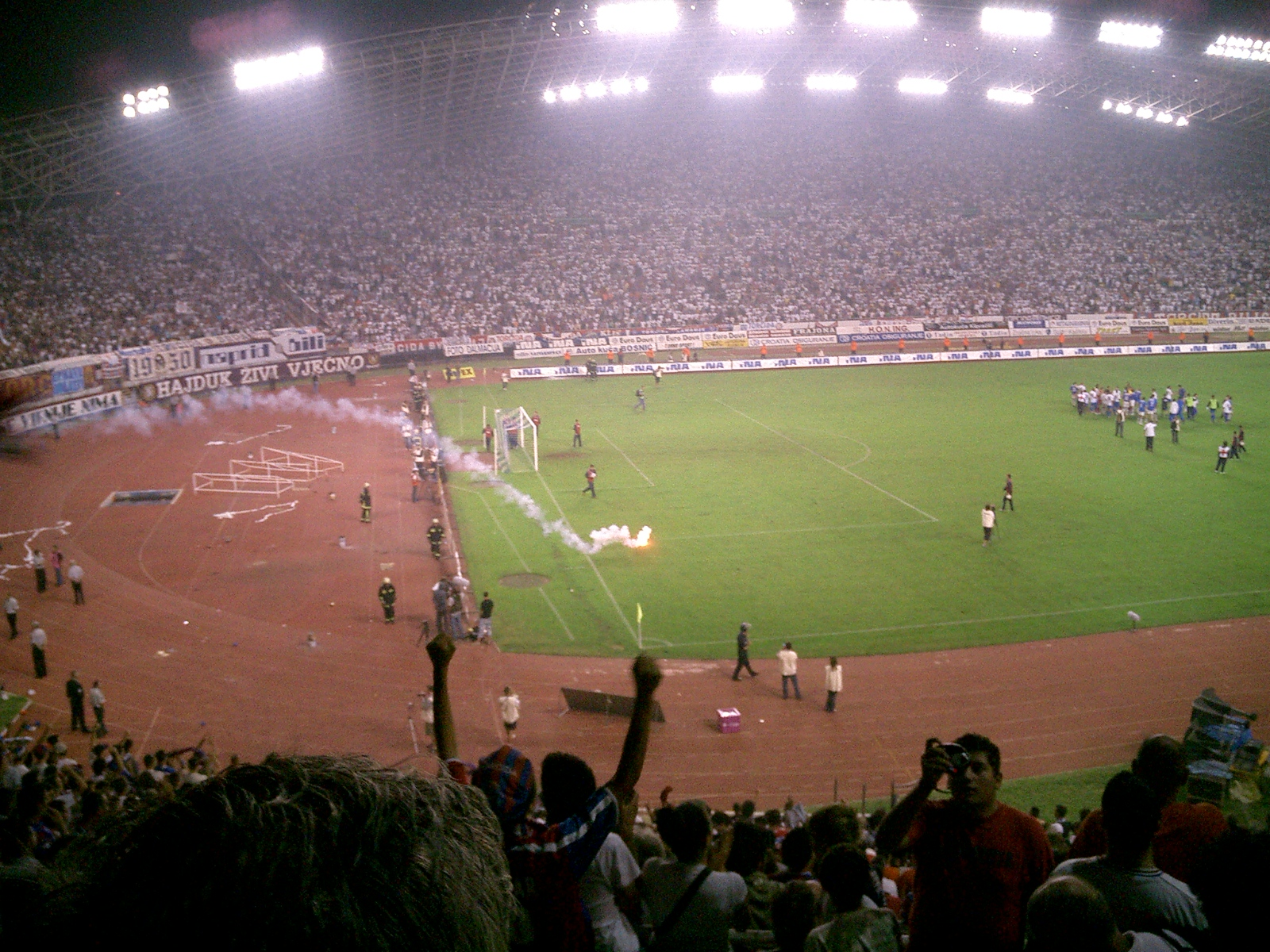
Hajduk proti Dinamu, zápas ve Splitu

V prvních čtyřech ročnících HNL (chorvatské fotbalové ligy) byl Hajduk mnohem úspěšnější než konkurenční Dinamo ze Záhřebu, získal tři ligové tituly, dva domácí poháry a dva superpoháry, přičemž sezóna 1994/95 je dodnes nejúspěšnější od doby, kdy hrál v samostatném Chorvatsku. Do tehdejšího ročníku Ligy mistrů vstoupil Hajduk se směsicí mladých nadějných hvězd Milana Rapaiće, Ivici Mornara, Tomislava Ercega, Gorana Vučeviće a zkušených hráčů, jako byli Igor Štimac, Zoran Vulić, Aljoša Asanović a Tonči Gabrić, kteří se vrátili jako posily. Po vstupu do skupinové fáze skončil Hajduk na druhém místě za Benficou, před Steauou București a Anderlechtem, a ve čtvrtfinále prohrál s pozdějším mistrem Ajaxem (0:0, 0:3). Na domácí scéně získal klub svou první a (zatím) poslední dvojitou korunu. Přestože však tým podával dobré výkony, klub špatně finančně hospodařil a nahromadil obrovskou finanční ztrátu, která vedla k zablokování klubového účtu.
Následujících pět let stál Hajduk ve stínu bohatšího a politicky privilegovanějšího soupeře Dinama Záhřeb a Liga mistrů už nebyla reálně na dosah. V letech 1995 až 2000 nezískal klub jedinou trofej. Po neustálých domácích i evropských neúspěších začali fanoušci Hajduku usilovat o odvolání administrativních činitelů a rozšířili zprávu o možné privatizaci klubu, k níž v té době nedošlo. Zatímco úhlavní rivalové Dinamo (tehdy pod názvem „Croatia Zagreb“) získávali tituly, Hajduk měl problémy s registrací hráčů pro ligu. Nespokojenost fanoušků vzrostla natolik, že někteří vnikli do prostor klubu, což způsobilo změnu vedení a sliby nových začátků. Po smrti prvního chorvatského prezidenta Franja Tuđmana, který podle mnohých silně preferoval a financoval Croatia Záhřeb, se v roce 2001 stal Hajduk opět mistrem po památném vítězství 4:2 nad Varteksem ve Varaždínu, na které přišlo mnohem více fanoušků Hajduku než místních. Bohužel finanční podmínky v klubu byly stále zoufalé a klub se často ocital na pokraji bankrotu a krachu.
A přesto, i když pracoval se zablokovaným účtem, předseda Branko Grgić posiloval sliby o atraktivních podpisech a trofejích. Hajduku se sice podařilo vyhrát pohár v roce 2003 a ligové tituly v letech 2004 a 2005, stejně jako podepsat nadějného mladého kapitána Dinama Nika Kranjčara a jejich legendárního manažera Miroslava Blaževiće, ale když se finance a politicky řízené vedení definitivně zhroutily, zhroutily se i výsledky klubu. Zbytek desetiletí Hajduk strávil za svým rivalem, s četnými změnami a reorganizacemi trenérů a vedení, hráči pochybné kvality a průměrnými mezinárodními výkony, z nichž nejhorší přišly po vyřazení od Shelbourne a domácí prohře 0:5 s Debrecínem. Zvolení nového předsedy Mate Peroše v červnu 2008, po němž se obměnil celý realizační tým a reorganizovala administrativa, přineslo jen dočasnou úlevu. Hajduk dosáhl prvního venkovního vítězství nad Dinamem po pěti a půl letech (2:0), ale opět skončil za svými úhlavními rivaly a došel až do finále Chorvatského poháru, aby s Dinamem opět prohrál ve dvouzápasovém thrilleru, v němž oba týmy dvakrát zvítězily 3:0, než Dinamo vyhrálo 4:3 v penaltovém rozstřelu. Důležitější však bylo, že finanční situace klubu se radikálně změnila až v následující sezóně, kdy se Hajduk stal akciovou společností vlastněnou městem Split. I když byl finančně zajištěn, nově jmenovaný předseda Joško Svaguša pokračoval v politice drahých podpisů a neudržitelných výdajů, aby obnovil bývalou slávu klubu. V roce 2010 získal Hajduk Chorvatský pohár, první trofej po pěti letech, a později se mu podařilo kvalifikovat do skupinové fáze Evropské ligy 2010/11, což bylo poprvé od roku 1994, kdy si klub zajistil účast ve skupinové fázi soutěží UEFA. Domácí výhry nad Dinamem București (3:0), Unireou Urziceni (4:1) a Anderlechtem (1:0) však byly jen dočasnou vzpomínkou na někdejší úspěchy.
Mezi významné hráče 90. let a začátku 21. století patří brankáři Stipe Pletikosa, Danijel Subašić a Tonči Gabrić, obránci Igor Štimac, Igor Tudor a Darijo Srna, záložníci Milan Rapaić, Nenad Pralija, Dean Računica, Niko Kranjčar, Josip Skoko, Ivan Leko, Srđan Andrić a Senijad Ibričić a útočníci Ardian Kozniku, Nikola Kalinić a Tomislav Erceg.
Dne 13. února 2011 si Hajduk připomněl 100. výročí svého založení mohutnými oslavami ve Splitu a celém Chorvatsku, na kterých hráči i fanoušci uctili památku klubu. Celé město bylo vyzdobeno transparenty, vlajkami, plakáty a atributy Hajduku a nad Splitem se konal velkolepý ohňostroj. Na počest českých kořenů Hajduku sehráli přátelské utkání se Slavií Praha, které Hajduk prohrál 0:2.

### Naš Hajduk
Po celou dobu vedli příznivci v čele s Torcidou boj za ukončení podle nich politicky řízeného vedení klubu a dosazení odborníků na záchranu Hajduku. V roce 2009 zahájili iniciativu s názvem „Dite puka“ (Dítě lidu), která měla přimět fanoušky k odkupu klubových akcií a získání kontroly nad klubem, což se tehdy nestalo. V červenci 2011 se však fanouškům, inspirovaným příklady z Německa a Švédska a organizovaným pod hlavičkou sdružení „Naš Hajduk“ (Náš Hajduk), podařilo získat právo organizovat volby členů dozorčí rady klubu, čímž se Hajduk stal jediným fanouškovským fotbalovým klubem v chorvatské první lize a jedním ze dvou v bývalé Jugoslávii (druhým je nedaleký HNK Trogir).
V roce 2012 se klub dostal do dalších finančních potíží, které způsobili bývalí prezidenti Hajduku, a jeho dluhy přesáhly 100 milionů kun, takže ho od bankrotu dělilo jedno zasedání zastupitelstva. Poté, co se 15. října 2012 před radnicí vytvořily fronty, fanoušci přesvědčili vedení města, aby podepsalo pojištění půjčky nově zvolenému předsedovi Marinu Brbićovi a zahájilo dlouho potřebnou finanční obnovu klubu. Od té doby se Hajduk podle výroční finanční zprávy klubu nachází v režimu průběžného finančního a manažerského ozdravování. 1. dubna 2015 byl Brbić odvolán dozorčí radou klubu a 18. května ho nahradil Ivan Kos.
Mezi nejvýznamnější úspěchy patří výhra 2:0 venku nad Internazionale a vítězství v chorvatském poháru 2012/13. Ke konci roku 2016 měl klub 43 339 členů, což je více než kterýkoli klub v regionu.

## Umístění v jednotlivých sezonách
Stručný přehled
- 1920–1940: Jugoslávská Prva liga
- 1940–1941/1946: Prva hrvatska nogometna liga
- 1946–1991: Jugoslávská Prva liga
- 1992–: Prva hrvatska nogometna liga

Jednotlivé ročníky
Legenda: Z – zápasy, V – výhry, R – remízy, P – porážky, VG – vstřelené góly, OG – obdržené góly, +/- – rozdíl skóre, B – body, červené podbarvení – sestup, zelené podbarvení – postup, fialové podbarvení – reorganizace, změna skupiny či soutěže
| Království Jugoslávie (1920 – 1940)                              |                       |        |    |    |        |    |    |    |     |             |        |                   |                           |                    |
| Sezóny                                                           | Liga                  | Úroveň | Z  | V  | R      | P  | VG | OG | +/- | Umí./B      | Pozice | Jugoslávský pohár | Evropa                    | Evropa             |
| 1920                                                             | —                     | —      | —  | —  | —      | —  | —  | —  | —   | —           | —      |                   |                           |                    |
| 1921                                                             | —                     | —      | —  | —  | —      | —  | —  | —  | —   | —           | —      |                   |                           |                    |
| 1922                                                             | —                     | —      | —  | —  | —      | —  | —  | —  | —   | —           | —      |                   |                           |                    |
| 1923                                                             | Jugoslávská Prva liga | 1      | 1  | 0  | 0      | 1  | 3  | 4  | -1  | Čtvrtfinále | 4.     |                   |                           |                    |
| 1924                                                             | Jugoslávská Prva liga | 1      | 4  | 2  | 1      | 1  | 16 | 6  | 10  | Finále      | 2.     | 2.                |                           |                    |
| 1925                                                             | Jugoslávská Prva liga | 1      | 1  | 0  | 0      | 1  | 2  | 3  | -1  | Čtvrtfinále | 5.     | 2.                |                           |                    |
| 1926                                                             | Jugoslávská Prva liga | 1      | 2  | 1  | 0      | 1  | 2  | 7  | -5  | Semifinále  | 3.     | Čtvrtfinále       |                           |                    |
| 1927                                                             | Jugoslávská Prva liga | 1      | 5  | 4  | 0      | 1  | 15 | 6  | +9  | 8           | 1.     | —                 | Mitropa Cup               | Čtvrtfinále        |
| 1928                                                             | Jugoslávská Prva liga | 1      | 5  | 2  | 2      | 1  | 13 | 7  | +6  | 6           | 2.     | —                 | —                         | —                  |
| 1929                                                             | Jugoslávská Prva liga | 1      | 8  | 5  | 2      | 1  | 25 | 15 | +10 | 12          | 1.     | —                 | —                         | —                  |
| 1930                                                             | Jugoslávská Prva liga | 1      | 10 | 5  | 3      | 2  | 21 | 17 | +4  | 9           | 3.     | —                 | —                         | —                  |
| 1930/31                                                          | Jugoslávská Prva liga | 1      | 10 | 3  | 3      | 4  | 13 | 16 | -3  | 9           | 4.     | —                 | —                         | —                  |
| 1931/32                                                          | Jugoslávská Prva liga | 1      | 6  | 2  | 2      | 2  | 10 | 4  | +6  | Finále      | 2.     | —                 | —                         | —                  |
| 1932/33                                                          | Jugoslávská Prva liga | 1      | 20 | 13 | 2      | 5  | 41 | 19 | +22 | 28          | 4.     | —                 | —                         | —                  |
| 1934/35                                                          | Jugoslávská Prva liga | 1      | 18 | 7  | 4      | 7  | 47 | 32 | +15 | 18          | 6.     | —                 | —                         | —                  |
| 1935/36                                                          | —                     | —      | —  | —  | —      | —  | —  | —  | —   | —           | —      |                   |                           |                    |
| 1936/37                                                          | Jugoslávská Prva liga | 1      | 18 | 9  | 3      | 6  | 47 | 39 | +8  | 22          | 2.     | —                 | —                         | —                  |
| 1937/38                                                          | Jugoslávská Prva liga | 1      | 18 | 6  | 5      | 7  | 31 | 38 | -7  | 17          | 7.     | —                 | —                         | —                  |
| 1938/39                                                          | Jugoslávská Prva liga | 1      | 22 | 11 | 5      | 6  | 51 | 30 | +21 | 27          | 4.     | Čtvrtfinále       | —                         | —                  |
| 1939/40                                                          | Jugoslávská Prva liga | 1      | 10 | 1  | 3      | 6  | 14 | 29 | -15 | 5           | 5.     | —                 | —                         | —                  |
| Chorvatská bánovina/Nezávislý stát Chorvatsko (1940 – 1941/1946) |                       |        |    |    |        |    |    |    |     |             |        |                   |                           |                    |
| Sezóna                                                           | Liga                  | Úroveň | Z  | V  | R      | P  | VG | OG | +/- | B           | Pozice | Pohár             | Evropa                    | Evropa             |
| 1940/41                                                          | 1. chorvatská liga    | 1      | 18 | 14 | 3      | 1  | 75 | 17 | +58 | 31          | 1.     | Čtvrtfinále       | —                         | —                  |
| 1946                                                             | 1. chorvatská liga    | 1      | 16 | 12 | 2      | 2  | 51 | 11 | +40 | 22          | 1.     | —                 | —                         | —                  |
| SFR Jugoslávie (1946 – 1991)                                     |                       |        |    |    |        |    |    |    |     |             |        |                   |                           |                    |
| Sezóny                                                           | Liga                  | Úroveň | Z  | V  | R      | P  | VG | OG | +/- | B           | Pozice | Jugoslávský pohár | Evropa                    | Evropa             |
| 1946/47                                                          | Jugoslávská Prva liga | 1      | 26 | 16 | 4      | 6  | 57 | 21 | +36 | 36          | 4.     | —                 | —                         | —                  |
| 1947/48                                                          | Jugoslávská Prva liga | 1      | 18 | 11 | 2      | 5  | 40 | 15 | +25 | 24          | 2.     | Osmifinále        | —                         | —                  |
| 1948/49                                                          | Jugoslávská Prva liga | 1      | 18 | 10 | 5      | 3  | 41 | 20 | +21 | 25          | 3.     | Čtvrtfinále       | —                         | —                  |
| 1950                                                             | Jugoslávská Prva liga | 1      | 18 | 10 | 8      | 0  | 28 | 13 | +15 | 28          | 1.     | Semifinále        | —                         | —                  |
| 1951                                                             | Jugoslávská Prva liga | 1      | 22 | 14 | 4      | 4  | 52 | 21 | +31 | 32          | 3.     | Semifinále        | —                         | —                  |
| 1952                                                             | Jugoslávská Prva liga | 1      | 16 | 10 | 1      | 5  | 35 | 15 | +20 | 21          | 1.     | —                 | —                         | —                  |
| 1952/53                                                          | Jugoslávská Prva liga | 1      | 22 | 11 | 7      | 4  | 49 | 35 | +14 | 29          | 2.     | Čtvrtfinále       | —                         | —                  |
| 1953/54                                                          | Jugoslávská Prva liga | 1      | 26 | 16 | 3      | 7  | 55 | 34 | +21 | 35          | 4.     | 2.                | —                         | —                  |
| 1954/55                                                          | Jugoslávská Prva liga | 1      | 26 | 16 | 6      | 4  | 69 | 27 | +42 | 38          | 1.     | Semifinále        | —                         | —                  |
| 1955/56                                                          | Jugoslávská Prva liga | 1      | 26 | 9  | 5      | 12 | 52 | 39 | +13 | 23          | 12.    | 2.                | Mitropa Cup               | Čtvrtfinále        |
| 1956/57                                                          | Jugoslávská Prva liga | 1      | 26 | 12 | 6      | 8  | 45 | 31 | +14 | 30          | 3.     | Šestnáctifinále   | —                         | —                  |
| 1957/58                                                          | Jugoslávská Prva liga | 1      | 26 | 10 | 5      | 11 | 42 | 43 | -1  | 25          | 9.     | Semifinále        | —                         | —                  |
| 1958/59                                                          | Jugoslávská Prva liga | 1      | 22 | 7  | 7      | 8  | 33 | 35 | -2  | 21          | 7.     | Osmifinále        | —                         | —                  |
| 1959/60                                                          | Jugoslávská Prva liga | 1      | 22 | 10 | 6      | 6  | 47 | 26 | +21 | 26          | 5.     | Semifinále        | —                         | —                  |
| 1960/61                                                          | Jugoslávská Prva liga | 1      | 22 | 13 | 4      | 5  | 34 | 22 | +12 | 30          | 3.     | Semifinále        | Mitropa Cup               | —                  |
| 1961/62                                                          | Jugoslávská Prva liga | 1      | 22 | 8  | 8      | 6  | 30 | 30 | 0   | 24          | 5.     | Osmifinále        | —                         | —                  |
| 1962/63                                                          | Jugoslávská Prva liga | 1      | 26 | 9  | 5      | 12 | 26 | 43 | -17 | 23          | 11.    | 2.                | —                         | —                  |
| 1963/64                                                          | Jugoslávská Prva liga | 1      | 26 | 9  | 5      | 12 | 44 | 44 | 0   | 23          | 10.    | Osmifinále        | Pohár Intertoto           | Skupinová fáze     |
| 1964/65                                                          | Jugoslávská Prva liga | 1      | 28 | 7  | 9      | 12 | 28 | 39 | -11 | 23          | 12.    | Osmifinále        | —                         | —                  |
| 1965/66                                                          | Jugoslávská Prva liga | 1      | 30 | 11 | 8      | 11 | 45 | 37 | +8  | 25          | 13.    | Osmifinále        | —                         | —                  |
| 1966/67                                                          | Jugoslávská Prva liga | 1      | 30 | 12 | 7      | 11 | 43 | 28 | +15 | 31          | 7.     | 1.                | —                         | —                  |
| 1967/68                                                          | Jugoslávská Prva liga | 1      | 30 | 12 | 10     | 8  | 44 | 37 | +7  | 34          | 4.     | 2. kolo           | Pohár vítězů pohárů       | 1. kolo            |
| 1968/69                                                          | Jugoslávská Prva liga | 1      | 34 | 11 | 16     | 7  | 38 | 38 | 0   | 38          | 6.     | 2.                | Mitropa Cup               | 1. kolo            |
| 1969/70                                                          | Jugoslávská Prva liga | 1      | 34 | 16 | 5      | 13 | 51 | 37 | +14 | 37          | 7.     | Čtvrtfinále       | Mitropa Cup               | Čtvrtfinále        |
| 1970/71                                                          | Jugoslávská Prva liga | 1      | 34 | 18 | 13     | 3  | 61 | 31 | +30 | 49          | 1.     | Osmifinále        | Veletržní pohár           | 2. kolo            |
| 1971/72                                                          | Jugoslávská Prva liga | 1      | 34 | 12 | 7      | 15 | 45 | 56 | -11 | 31          | 10.    | 1.                | PMEZ                      | 1. kolo            |
| 1972/73                                                          | Jugoslávská Prva liga | 1      | 34 | 14 | 3      | 17 | 50 | 50 | 0   | 31          | 9.     | —                 | Pohár vítězů pohárů       | Semifinále         |
| 1973/74                                                          | Jugoslávská Prva liga | 1      | 34 | 18 | 9      | 7  | 52 | 24 | +28 | 45          | 1.     | 1.                | —                         | —                  |
| 1974/75                                                          | Jugoslávská Prva liga | 1      | 34 | 20 | 8      | 6  | 56 | 29 | +27 | 48          | 1.     | 1.                | PMEZ                      | 2. kolo            |
| 1975/76                                                          | Jugoslávská Prva liga | 1      | 34 | 19 | 11     | 4  | 57 | 22 | +35 | 49          | 2.     | 1.                | PMEZ                      | Čtvrtfinále        |
| 1976/77                                                          | Jugoslávská Prva liga | 1      | 34 | 12 | 9      | 13 | 41 | 35 | +6  | 33          | 8.     | 1.                | Pohár vítězů pohárů       | 2. kolo            |
| 1977/78                                                          | Jugoslávská Prva liga | 1      | 34 | 14 | 11     | 9  | 49 | 37 | +11 | 39          | 3.     | Čtvrtfinále       | Pohár vítězů pohárů       | Čtvrtfinále        |
| 1978/79                                                          | Jugoslávská Prva liga | 1      | 34 | 20 | 10     | 4  | 62 | 28 | +34 | 50          | 1.     | Šestnáctifinále   | Pohár UEFA                | 2. kolo            |
| 1979/80                                                          | Jugoslávská Prva liga | 1      | 34 | 15 | 8      | 11 | 53 | 44 | +9  | 38          | 5.     | Šestnáctifinále   | PMEZ                      | Čtvrtfinále        |
| 1980/81                                                          | Jugoslávská Prva liga | 1      | 34 | 16 | 10     | 8  | 57 | 36 | +21 | 42          | 2.     | Šestnáctifinále   | —                         | —                  |
| 1981/82                                                          | Jugoslávská Prva liga | 1      | 34 | 17 | 10     | 7  | 53 | 31 | +22 | 44          | 3.     | Čtvrtfinále       | Pohár UEFA                | 3. kolo            |
| 1982/83                                                          | Jugoslávská Prva liga | 1      | 34 | 14 | 15     | 5  | 51 | 33 | +18 | 43          | 2.     | Čtvrtfinále       | Pohár UEFA                | 2. kolo            |
| 1983/84                                                          | Jugoslávská Prva liga | 1      | 34 | 12 | 15     | 7  | 39 | 22 | +17 | 39          | 5.     | 1.                | Pohár UEFA                | Semifinále         |
| 1984/85                                                          | Jugoslávská Prva liga | 1      | 34 | 16 | 12     | 6  | 65 | 42 | +23 | 44          | 2.     | Čtvrtfinále       | Pohár vítězů pohárů       | 1. kolo            |
| 1985/86                                                          | Jugoslávská Prva liga | 1      | 34 | 15 | 7      | 12 | 55 | 44 | +11 | 37          | 4.     | Osmifinále        | Pohár UEFA                | Čtvrtfinále        |
| 1986/87                                                          | Jugoslávská Prva liga | 1      | 34 | 14 | 8      | 12 | 41 | 41 | 0   | 36          | 8.     | 1.                | Pohár UEFA                | 3. kolo            |
| 1987/88                                                          | Jugoslávská Prva liga | 1      | 34 | 8  | 14     | 12 | 40 | 50 | -10 | 30          | 13.    | Osmifinále        | Pohár vítězů pohárů       | 2. kolo            |
| 1988/89                                                          | Jugoslávská Prva liga | 1      | 34 | 15 | 10 (6) | 9  | 50 | 29 | +21 | 36          | 3.     | Šestnáctifinále   | —                         | —                  |
| 1989/90                                                          | Jugoslávská Prva liga | 1      | 34 | 18 | 3 (2)  | 13 | 50 | 35 | +15 | 38          | 3.     | 2.                | —                         | —                  |
| 1990/91                                                          | Jugoslávská Prva liga | 1      | 36 | 15 | 9 (3)  | 12 | 49 | 38 | +11 | 33          | 6.     | 1.                | —                         | —                  |
| Chorvatsko (1992 – )                                             |                       |        |    |    |        |    |    |    |     |             |        |                   |                           |                    |
| Sezóny                                                           | Liga                  | Úroveň | Z  | V  | R      | P  | VG | OG | +/- | B           | Pozice | Chorvatský pohár  | Evropa                    | Evropa             |
| 1992                                                             | 1. HNL                | 1      | 22 | 16 | 4      | 2  | 44 | 14 | +30 | 36          | 1.     | Čtvrtfinále       | Pohár vítězů pohárů       | 1. kolo            |
| 1992/93                                                          | 1. HNL                | 1      | 30 | 16 | 10     | 4  | 53 | 27 | +26 | 42          | 2.     | 1.                | —                         | —                  |
| 1993/94                                                          | 1. HNL                | 1      | 34 | 22 | 6      | 6  | 84 | 36 | +48 | 50          | 1.     | Semifinále        | Pohár vítězů pohárů       | 1. kolo            |
| 1994/95                                                          | 1. HNL                | 1      | 30 | 19 | 8      | 3  | 68 | 26 | +42 | 65          | 1.     | 1.                | Liga mistrů               | Čtvrtfinále        |
| 1995/96                                                          | 1. HNL                | 1      | 32 | 19 | 7      | 6  | 66 | 33 | +33 | 64          | 2.     | 2. kolo           | Liga mistrů               | Skupinová fáze     |
| 1996/97                                                          | 1. HNL                | 1      | 30 | 18 | 6      | 6  | 53 | 22 | +31 | 60          | 2.     | Čtvrtfinále       | Pohár UEFA                | Kvalifikační kolo  |
| 1997/98                                                          | 1. HNL                | 1      | 32 | 17 | 6      | 9  | 53 | 36 | +17 | 57          | 2.     | Semifinále        | Pohár UEFA                | 1. kolo            |
| 1998/99                                                          | 1. HNL                | 1      | 32 | 17 | 9      | 6  | 62 | 32 | +30 | 60          | 3.     | Semifinále        | Pohár UEFA                | 1. kolo            |
| 1999/00                                                          | 1. HNL                | 1      | 33 | 17 | 10     | 6  | 58 | 30 | +28 | 61          | 2.     | 1.                | Pohár UEFA                | 1. kolo            |
| 2000/01                                                          | 1. HNL                | 1      | 32 | 20 | 6      | 6  | 66 | 23 | +43 | 66          | 1.     | 2.                | Liga mistrů               | 2. předkolo        |
| 2001/02                                                          | 1. HNL                | 1      | 30 | 20 | 5      | 5  | 61 | 28 | +33 | 65          | 2.     | Čtvrtfinále       | Liga mistrůPohár UEFA     | 3. předkolo1. kolo |
| 2002/03                                                          | 1. HNL                | 1      | 32 | 22 | 4      | 6  | 56 | 22 | +34 | 70          | 2.     | 1.                | Pohár UEFA                | 1. kolo            |
| 2003/04                                                          | 1. HNL                | 1      | 32 | 25 | 3      | 4  | 63 | 24 | +39 | 78          | 1.     | Čtvrtfinále       | Pohár UEFA                | 2. kolo            |
| 2004/05                                                          | 1. HNL                | 1      | 32 | 16 | 8      | 8  | 58 | 33 | +25 | 56          | 1.     | 2.                | Liga mistrů               | 2. předkolo        |
| 2005/06                                                          | 1. HNL                | 1      | 32 | 10 | 10     | 12 | 40 | 35 | +5  | 40          | 5.     | Semifinále        | Liga mistrů               | 2. předkolo        |
| 2006/07                                                          | 1. HNL                | 1      | 33 | 22 | 6      | 5  | 60 | 25 | +35 | 72          | 2.     | Semifinále        | —                         | —                  |
| 2007/08                                                          | 1. HNL                | 1      | 33 | 14 | 10     | 9  | 57 | 41 | +16 | 52          | 5.     | 2.                | Pohár UEFA                | 2. předkolo        |
| 2008/09                                                          | 1. HNL                | 1      | 33 | 21 | 5      | 7  | 59 | 25 | +34 | 68          | 2.     | 2.                | Pohár UEFA                | 2. předkolo        |
| 2009/10                                                          | 1. HNL                | 1      | 30 | 17 | 7      | 6  | 50 | 21 | +29 | 58          | 2.     | 1.                | Evropská liga             | 3. předkolo        |
| 2010/11                                                          | 1. HNL                | 1      | 30 | 16 | 7      | 7  | 54 | 32 | +22 | 55          | 2.     | 2. kolo           | Evropská liga             | Skupinová fáze     |
| 2011/12                                                          | 1. HNL                | 1      | 30 | 16 | 6      | 8  | 50 | 24 | +26 | 54          | 2.     | Čtvrtfinále       | Evropská liga             | 3. předkolo        |
| 2012/13                                                          | 1. HNL                | 1      | 33 | 14 | 10     | 9  | 45 | 31 | +14 | 52          | 4.     | 1.                | Evropská liga             | 3. předkolo        |
| 2013/14                                                          | 1. HNL                | 1      | 36 | 17 | 11     | 8  | 58 | 44 | +14 | 62          | 3.     | Čtvrtfinále       | Evropská liga             | 3. předkolo        |
| 2014/15                                                          | 1. HNL                | 1      | 36 | 15 | 8      | 13 | 59 | 56 | +3  | 50          | 3.     | Semifinále        | Evropská liga             | 4. předkolo        |
| 2015/16                                                          | 1. HNL                | 1      | 36 | 17 | 10     | 9  | 46 | 28 | +18 | 61          | 3.     | Semifinále        | Evropská liga             | 4. předkolo        |
| 2016/17                                                          | 1. HNL                | 1      | 36 | 20 | 9      | 7  | 70 | 31 | +39 | 69          | 3.     | Čtvrtfinále       | Evropská liga             | 4. předkolo        |
| 2017/18                                                          | 1. HNL                | 1      | 36 | 19 | 9      | 8  | 70 | 38 | +32 | 66          | 3.     | 2.                | Evropská liga             | 4. předkolo        |
| 2018/19                                                          | 1. HNL                | 1      | 36 | 17 | 11     | 8  | 59 | 39 | +20 | 62          | 4.     | Čtvrtfinále       | Evropská liga             | 3. předkolo        |
| 2019/20                                                          | 1. HNL                | 1      | 36 | 18 | 6      | 12 | 60 | 41 | +19 | 60          | 5.     | 2. kolo           | Evropská liga             | 1. předkolo        |
| 2020/21                                                          | 1. HNL                | 1      | 36 | 18 | 6      | 12 | 48 | 37 | +11 | 60          | 4.     | Čtvrtfinále       | Evropská liga             | 3. předkolo        |
| 2021/22                                                          | 1. HNL                | 1      | 36 | 21 | 9      | 6  | 64 | 31 | +33 | 72          | 2.     | 1.                | Evropská konferenční liga | 2. předkolo        |
| 2022/23                                                          | 1. HNL                | 1      | 36 | 21 | 8      | 7  | 65 | 41 | +24 | 71          | 2.     | 1.                | Evropská konferenční liga | 4. předkolo        |
| 2023/24                                                          | 1. HNL                | 1      | 36 | 21 | 5      | 10 | 54 | 26 | +28 | 68          | 3.     | Semifinále        | Evropská konferenční liga | 3. předkolo        |

## Stadion

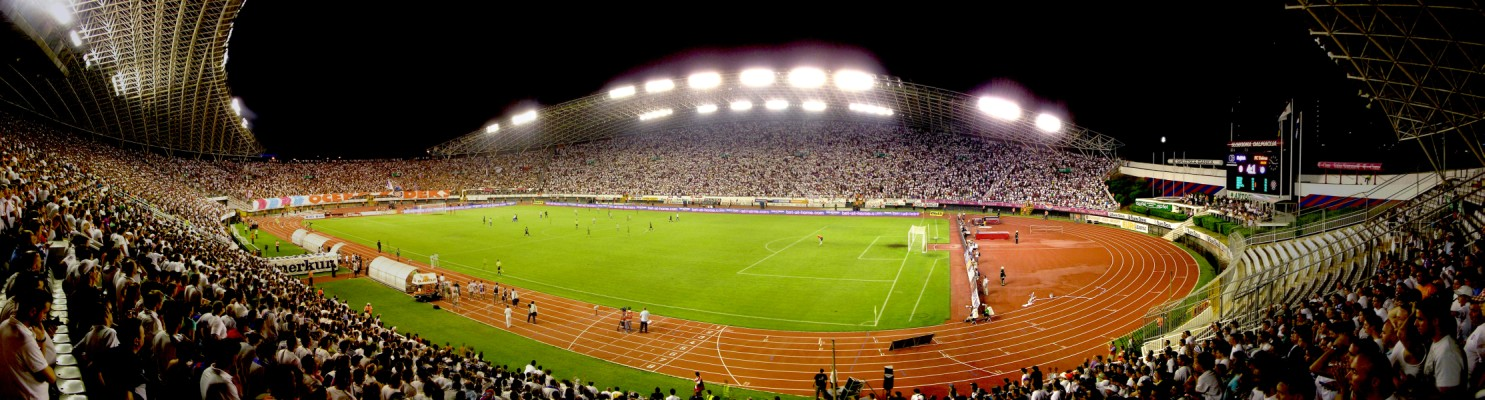
Panoramatický pohled na Stadion Poljud

Domácí stadion Hajduku je jedním ze dvou největších stadionů v Chorvatsku, který navrhl architekt Boris Magaš a který byl vybrán mezi 20 dalšími projekty v soutěži v roce 1975. Stadion byl postaven pro Středomořské hry 1979, ale byl také dějištěm Mistrovství Evropy v atletice 1990 a Kontinentálního poháru IAAF 2010. Stadion je místními obyvateli láskyplně nazýván Poljudska ljepotica („Poljudská kráska“). Největší návštěva byla zaznamenána v roce 1980 při zápase s Hamburger SV – 52 000 diváků. O dva roky později, po úplném dokončení stadionu, byla jeho kapacita zvýšena na 62 000 diváků na derby proti Dinamu Záhřeb.
V letech 1911–1979 hrál Hajduk na stadionu Kod stare Plinare, který dnes využívá ragbyový klub RK Nada. První název stadionu zněl Krajeva njiva, ale po přestěhování klubu do Poljudu se starému stadionu začalo ve Splitu říkat Stari Plac nebo Staro Hajdukovo („Staré Hajdukovo místo“). V této době se na stadionu odehrál zápas mezi Jugoslávií a Nizozemskem v rámci kvalifikačního turnaje na EURO 1972. Příznivci Hajduku, kteří později obnovili kdysi zakázaný název Torcida, se nacházeli na východní tribuně. Bylo na něm odehráno 3 148 zápasů, v nichž padlo 9 542 gólů, získáno 11 mistrovských titulů a šest pohárů.

## Znak a barvy

### Barvy
Hajduk odehrál svůj první zápas v pruhovaném dresu s červenými a bílými svislými pruhy, které symbolizovaly chorvatský znak. Tehdejší rakouská městská rada nechtěla být považována za partyzánskou a nedovolila, aby se klubové barvy skládaly ze vznikající chorvatské trikolóry. Hajduk změnil design své soupravy na červené a modré svislé pruhy s bílým nápisem „Hajduk“ uprostřed. V roce 1914 zvolil klub bílé tričko, modré trenýrky a štulpny. Kombinaci, která symbolizuje bílé plachty na modrém moři. Bílá barva se od té doby stala symbolem klubu, stejně jako přezdívka „Bili“.
Venkovní dres se skládá z červených a modrých dresů se svislými pruhy (někdy úzkými, jindy širokými), modrých trenýrek a ponožek, které symbolizují chorvatskou vlajku. V letech 2008 až 2011 byly pruhy vodorovné. UEFA sice nezavedla povinnou registraci třetí sady barev, jednou z možností byly košile se svislými červenými a bílými pruhy, ale nebyly přijaty kvůli podobnosti klubových barev Rudé hvězdy Bělehrad. Třetí sada barev tak byla často kombinací prvních dvou (nejčastěji zcela bílý úbor), dokud nebyl v roce 2015 zaveden nový šedý design složený z malých trojúhelníkových vlaječek fanoušků.
Kdysi měla být hlavní barvou kombinace tmavě modré, bílé s modrými vodorovnými pruhy, ale tuto soupravu jen sporadicky nosili brankáři Stipe Pletikosa a Danijel Subašić.

### Znak
Znak Hajduku tvoří chorvatská šachovnice s 25 červenými a bílými šachovnicemi ohraničenými kruhem z modré stuhy, na každé straně jsou dvě bílé svislé čáry. Nad šachovnicí je nápis Hajduk a pod ní Split. O symbolice bílých svislých čar se stále diskutuje, objevují se teorie, že jde například o symbol čtyř zakladatelů, znaménko rovnosti nebo uvozovky.
Moderní znak je téměř totožný se znakem z roku 1911. Původní znak navrhl jeden ze zakladatelů klubu Vjekoslav Ivanišević. Poté se dostal k Aně, sestře bratří Kaliternů, která odnesla kresbu znaku do kláštera, kde jeptišky ručně vytvořily 20–30 kusů. Na veřejnosti se erb poprvé objevil v roce 1926 při představení Tijardovićovy opery „Kraljica baluna“ jako součást kulis.
Před druhou světovou válkou však Hajduk původní znak nenosil, protože v té době nebyl povinný. Po znovuzrození klubu po skončení druhé světové války se novým znakem stala pouze rudá hvězda – symbol antifašismu, za který se Hajduk během války postavil. V roce 1960 byl vytvořen nový znak, podobný tomu starému, ale s červenou hvězdou uprostřed místo dřívější tradiční červenobílé šachovnice. V roce 1990, během turné v Austrálii, byl původní znak vrácen a od té doby se používá dodnes.

## Sponzoři a výrobci dresů
| Období    | Výrobce | Sponzor na dresu                         |
| --------- | ------- | ---------------------------------------- |
| 1995–1996 | Diadora | Agrokor                                  |
| 1996–1997 | Diadora | Kaltenberg                               |
| 1997–1999 | Diadora | Splitska banka                           |
| 2000–2002 | Umbro   | Privredna banka Zagreb                   |
| 2002–2006 | Umbro   | Agrokor                                  |
| 2006–2010 | Umbro   | INA                                      |
| 2010      | Umbro   | NTL                                      |
| 2011      | Umbro   | Konzum                                   |
| 2012      | Umbro   | Atlas d.d. (pouze 3x)                    |
| 2013      | Umbro   | Apfel (pouze finále chorvatského poháru) |
| 2013–     | Macron  | Tommy                                    |

## Fanoušci
Hlavní článek: Torcida Split

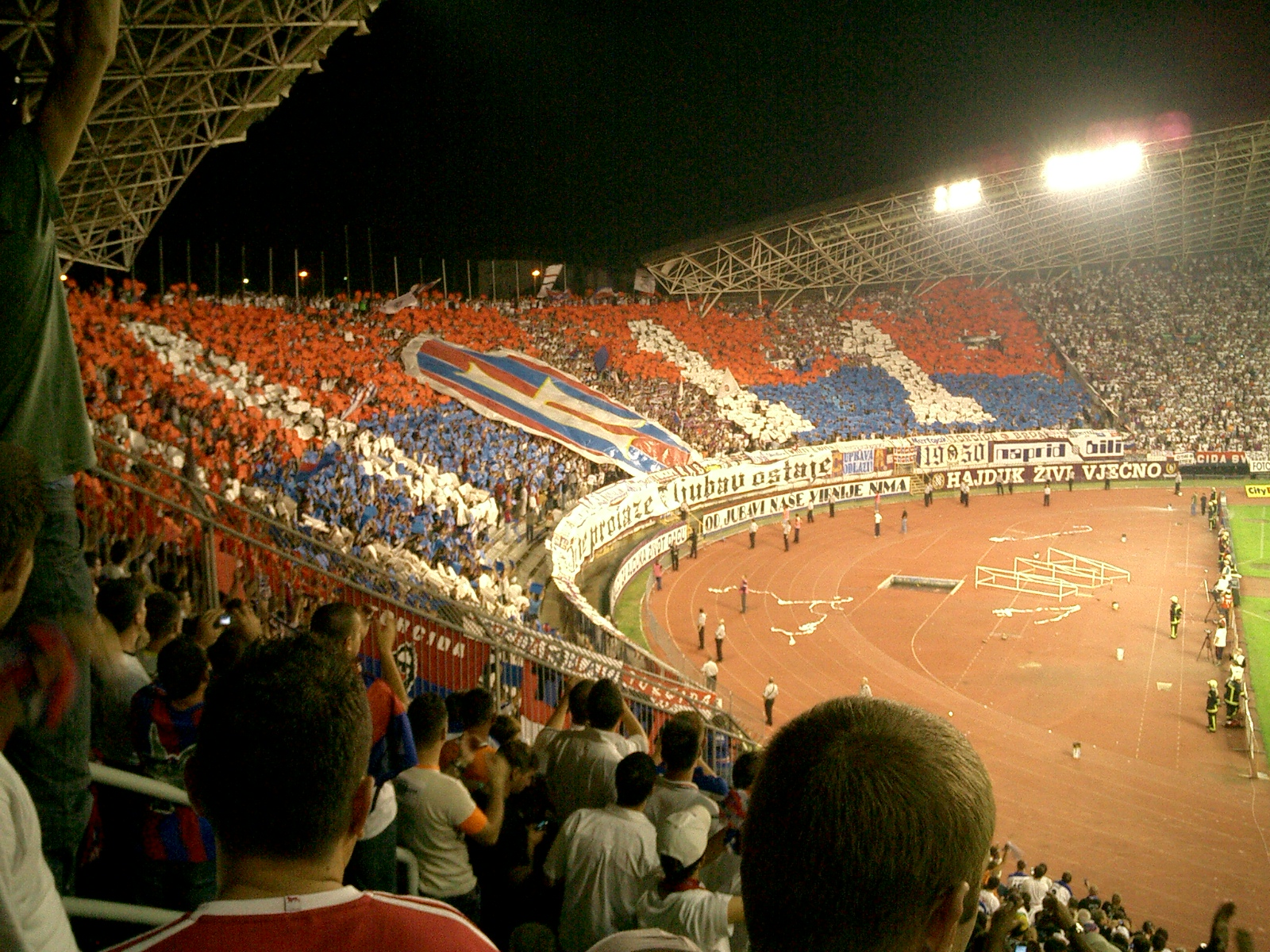
Fanoušci Torcidy s choreem na severní tribuně Poljudu během věčného derby v roce 2006

Fanouškovská skupina Hajduku Split, Torcida, byla založeni 28. října 1950 skupinou studentů v Záhřebu, jmenovitě Ante Dorićem, Ante Ivaniševičem a Vjenceslavem Žuvelou, a jsou nejstarší organizovanou skupinou fanoušků v Evropě. Svůj název převzali od jimi zbožňované brazilské fanouškovské skupiny, který pochází z portugalského „torcer“, což znamená „fandit“. „Hajduk žije navždy“ je jejich slogan.
Členové Torcidy a další nadšení fanoušci se shromažďují na severní tribuně stadionu Poljud, odkud podporují svůj klub. Srdce Hajduku (chorvatsky Hajdučko srce) je výroční fotbalová cena, která byla založena v roce 1994 a kterou oficiálně udělují příznivci Hajduku Split nejlépe hrajícímu hráči týmu během sezony. Uděluje se během každoroční futsalové soutěže Torcida Cup.
Mezi kluby Hajduk navázal příbuzenské vztahy s pražskou Slavií.

## Rivalové

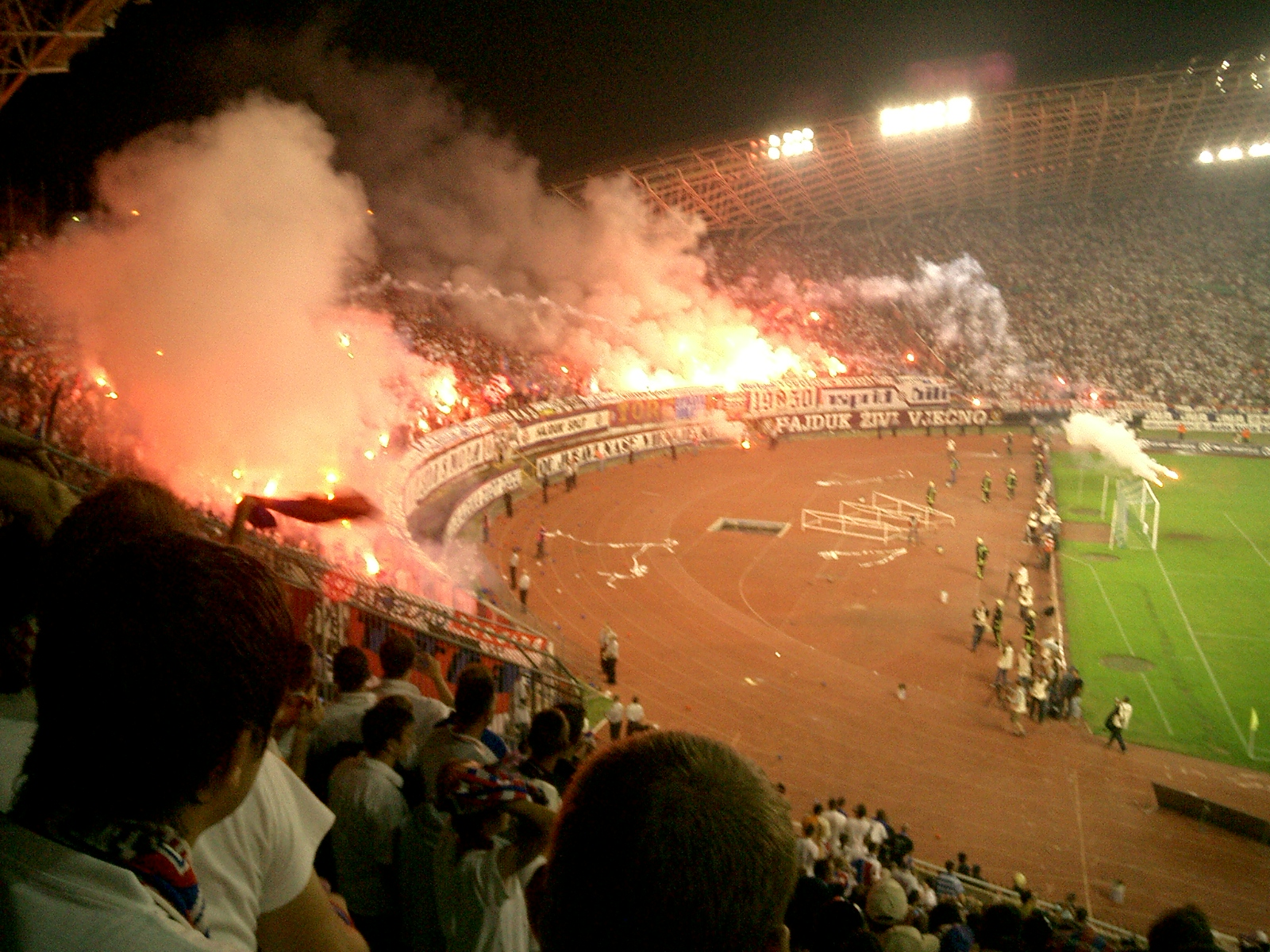
Nadšení fanoušci odpalují světlice na stadionu Poljud během zápasu věčného derby

Dnes je největším soupeřem Hajduku Dinamo Záhřeb, zápasy mezi oběma týmy jsou označovány jako „věčné derby“. K dřívějším velkým rivalům patřily srbské kluby Crvena Zvezda a Partizan, které byly spolu s Hajdukem a Dinamem součástí takzvané jugoslávské velké čtyřky, největších a nejúspěšnějších klubů bývalé Jugoslávie.

## Hráči
Chorvatské týmy mohou v první jedenáctce během domácích ligových a pohárových zápasů nasadit maximálně šest zahraničních hráčů. V seznamu hráčů je uvedena pouze hlavní státní příslušnost každého hráče. Hráči, kteří mají i chorvatské občanství, jsou výslovně uvedeni.
| #  | Pozice | Hráč                                               |
| -- | ------ | -------------------------------------------------- |
| 1  | B      | Danijel Subašić                                    |
| 3  | O      | Dominik Prpić                                      |
| 4  | O      | Ferro                                              |
| 5  | O      | Toni Borevković (na hostování z Vitórie Guimarães) |
| 6  | Z      | Marco Fossati                                      |
| 7  | Z      | Anthony Kalik                                      |
| 8  | O      | Stefan Simić                                       |
| 9  | Ú      | Nikola Kalinić                                     |
| 10 | Ú      | Marko Livaja (zástupce kapitána)                   |
| 11 | Z      | Yassine Benrahou                                   |
| 13 | B      | Ivan Lučić                                         |
| 14 | Z      | Lukas Grgić                                        |
| 17 | O      | Dario Melnjak                                      |
| 19 | O      | Josip Elez                                         |

| #  | Pozice | Hráč                                       |
| -- | ------ | ------------------------------------------ |
| 20 | Z      | Agustin Anello (na hostování z Lommelu)    |
| 21 | Z      | Rokas Pukštas                              |
| 23 | Z      | Filip Krovinović                           |
| 24 | O      | Dino Mikanović                             |
| 25 | O      | Chidozie Awaziem (na hostování z Boavista) |
| 26 | O      | Gergő Lovrencsics                          |
| 29 | Ú      | Jan Mlakar                                 |
| 30 | B      | Karlo Sentić                               |
| 33 | O      | Elvis Letaj                                |
| 34 | Z      | Marko Capan                                |
| 77 | Z      | Emir Sahiti                                |
| 88 | Z      | Ivan Ćubelić                               |
| 91 | B      | Lovre Kalinić (kapitána)                   |

### Hráči s více národnostmi
- Stefan Simić
- Rokas Pukštas
- Emir Sahiti
- Anthony Kalik
- Lukas Grgić
- Ivan Lučić
- Yassine Benrahou
- Elvis Letaj
- Agustin Anello

### Vyřazena čísla
| #  | Pozice | Hráč                                         |
| -- | ------ | -------------------------------------------- |
| 12 | 12     | 12. hráč (rezervováno pro klubové fanoušky ) |

## Klubové statistiky a rekordy
Vedran Rožić je držitelem celkového rekordu v počtu oficiálních zápasů klubu, když během 12 sezón v letech 1972 až 1984 odehrál 390 zápasů. Nejlepším střelcem Hajduku ve všech soutěžích je Frane Matošić, který za klub vstřelil 211 oficiálních gólů, zatímco Zlatko Vujović je s 19 góly nejlepším střelcem v evropských soutěžích.
Rekordní návštěva Hajduku na domácím zápase je 62 000 diváků, kteří přišli 28. února 1982 na zápas jugoslávského mistrovství proti Dinamu Záhřeb. Rekordní novodobá návštěva (na všech sedadlech) je 38 000 diváků v zápase proti Dinamu Záhřeb 22. února 2009.
První soutěžní zápas Hajduku bylo vítězství 9:0 proti Calciu Spalato. Výhra 14:0 nad Slaviji Sarajevo v roce 1934 byla jejich největším ligovým vítězstvím v jugoslávské éře. V Prva HNL byla největší ligová výhra klubu 10–0 proti Radniku v roce 1994, zatímco největší porážka byla proti Varteksu v roce 2001, kdy prohráli 1–5. Největší vítězství Hajduku v evropských soutěžích bylo 8:0 proti Gøtu Ítróttarfelag v roce 2002, zatímco nejtěžší porážka 0:6 přišla v roce 1993 proti Ajaxu.

## Úspěchy
Hajduk získal dva tituly mistra Království Jugoslávie, sedm titulů mistra Jugoslávie, šest titulů mistra Chorvatska, devět titulů v Jugoslávském poháru, sedm titulů v chorvatském poháru a pět titulů v chorvatském superpoháru. V zahraničí se klub dostal pětkrát do čtvrtfinále evropských pohárů: třikrát do Evropského poháru (nyní Liga mistrů UEFA), jednou do Poháru UEFA a jednou do Poháru vítězů pohárů a dvakrát do evropského semifinále: Poháru vítězů pohárů v roce 1973 a Poháru UEFA v roce 1984.

### Domácí (37)
Chorvatský fotbalový systém
- Prva hrvatska nogometna liga
  - 6× (1992, 1993/94, 1994/95, 2000/01, 2003/04, 2004/05)
- Chorvatský pohár
  - 8× (1992/93, 1994/95, 1999/00, 2002/03, 2009/10, 2012/13, 2021/22, 2022/23)
- Chorvatský superpohár
  - 5× (1992, 1993, ,1994, 2004, 2005)

Jugoslávský fotbalový systém
- Jugoslávská Prva liga
  - 9× (1927, 1929, 1950, 1952, 1954/55, 1970/71, 1973/74, 1974/75, 1978/79)
- Jugoslávský pohár
  - 9× (1966/67, 1971/72, 1972/73, 1973/74, 1975/76, 1976/77, 1983/84, 1986/87, 1990/91)

## Zápasy v Evropě
| Sezóna  | Soutěž                       | Kolo        | Protivník             | Doma        | Venku     | Celkově      |
| ------- | ---------------------------- | ----------- | --------------------- | ----------- | --------- | ------------ |
| 1927    | Mitropa Cup                  | Čtvrtfinále | Rapid Vídeň           | 0:1         | 1:8       | 1:9          |
| 1955/56 | Mitropa Cup                  | Čtvrtfinále | Vörös Lobogó          | 3:2         | 0:6       | 3:8          |
| 1960/61 | Mitropa Cup                  | –           | Bologna               | 1:0         | 3:1       | 2. z 5       |
| 1963/64 | Rappan Cup                   | Skupina C4  | Motor Zwickau         | 2:1         | 3:2       | 3. ze 4      |
| 1963/64 | Rappan Cup                   | Skupina C4  | SONP Kladno           | 1–2         | 0–2       | 3. ze 4      |
| 1963/64 | Rappan Cup                   | Skupina C4  | Odra Opole            | 1–0         | 0–1       | 3. ze 4      |
| 1967/68 | Pohár vítězů pohárů          | 1. kolo     | Tottenham Hotspur     | 0:2         | 3:4       | 3:6          |
| 1968/69 | Mitropa Cup                  | Osmifinále  | Baník Ostrava         | 2:1         | 1:4       | 3:5          |
| 1969/70 | Mitropa Cup                  | Osmifinále  | Brescia               | 3:1         | 0:0       | 3:1          |
| 1969/70 | Mitropa Cup                  | Čtvrtfinále | Slavia Praha          | 2:2         | 1:1       | 3:3 (v)      |
| 1970/71 | Veletržní pohár              | 1. kolo     | Slavia Sofia          | 3:0         | 0:1       | 3:1          |
| 1970/71 | Veletržní pohár              | 2. kolo     | Vitória de Setúbal    | 2:1         | 0:2       | 2:3          |
| 1971/72 | Pohár mistrů evropských zemí | 1. kolo     | Valencia              | 1:1         | 0:0       | 1:1 (v)      |
| 1972/73 | Pohár vítězů pohárů          | 1. kolo     | Fredrikstad           | 1:0         | 1:0       | 2:0          |
| 1972/73 | Pohár vítězů pohárů          | 2. kolo     | Wrexham               | 2:0         | 1:3       | 3:3 (v)      |
| 1972/73 | Pohár vítězů pohárů          | Čtvrtfinále | Hibernian             | 3:0         | 2:4       | 5:4          |
| 1972/73 | Pohár vítězů pohárů          | Semifinále  | Leeds United          | 0:0         | 0:1       | 0:1          |
| 1974/75 | Pohár mistrů evropských zemí | 1. kolo     | Keflavík              | 7:1         | 2:0       | 9:1          |
| 1974/75 | Pohár mistrů evropských zemí | 2. kolo     | Saint-Étienne         | 4:1         | 1:5       | 5:6          |
| 1975/76 | Pohár mistrů evropských zemí | 1. kolo     | Floriana              | 3:0         | 5:0       | 8:0          |
| 1975/76 | Pohár mistrů evropských zemí | 2. kolo     | Molenbeek             | 4:0         | 3:2       | 7:2          |
| 1975/76 | Pohár mistrů evropských zemí | Čtvrtfinále | PSV                   | 2:0         | 0:3 (pp.) | 2:3          |
| 1976/77 | Pohár vítězů pohárů          | 1. kolo     | Lierse                | 3:0         | 0:1       | 3:1          |
| 1976/77 | Pohár vítězů pohárů          | 2. kolo     | Atlético Madrid       | 1:2         | 0:1       | 1:3          |
| 1977/78 | Pohár vítězů pohárů          | 1. kolo     | Dundalk               | 4:0         | 0:1       | 4:1          |
| 1977/78 | Pohár vítězů pohárů          | 2. kolo     | Diósgyőri VTK         | 2:1         | 1:2       | 3:3 (4:3 p.) |
| 1977/78 | Pohár vítězů pohárů          | Čtvrtfinále | Austria Vídeň         | 1:1         | 1:1       | 2:2 (0:3 p.) |
| 1978/79 | Pohár UEFA                   | 1. kolo     | Rapid Vídeň           | 2:0         | 1:2       | 3:2          |
| 1978/79 | Pohár UEFA                   | 2. kolo     | Arsenal               | 2:1         | 0:1       | 2:2 (v)      |
| 1979/80 | Pohár mistrů evropských zemí | 1. kolo     | Trabzonspor           | 1:0         | 1:0       | 2:0          |
| 1979/80 | Pohár mistrů evropských zemí | 2. kolo     | Vejle                 | 1:2         | 3:0       | 4:2          |
| 1979/80 | Pohár mistrů evropských zemí | Čtvrtfinále | Hamburger SV          | 3:2         | 0:1       | 3:3 (v)      |
| 1981/82 | Pohár UEFA                   | 1. kolo     | VfB Stuttgart         | 3:1         | 2:2       | 5:3          |
| 1981/82 | Pohár UEFA                   | 2. kolo     | Beveren               | 1:2         | 3:2       | 4:4 (v)      |
| 1981/82 | Pohár UEFA                   | 3. kolo     | Valencia              | 4:1         | 1:5       | 5:6          |
| 1982/83 | Pohár UEFA                   | 1. kolo     | Zurrieq               | 4:0         | 4:1       | 8:1          |
| 1982/83 | Pohár UEFA                   | 2. kolo     | Bordeaux              | 4:1         | 0:4       | 4:5          |
| 1983/84 | Pohár UEFA                   | 1. kolo     | Universitatea Craiova | 1:0         | 0:1       | 1:1 (3:1 p.) |
| 1983/84 | Pohár UEFA                   | 2. kolo     | Budapest Honvéd       | 3:0         | 2:3       | 5:3          |
| 1983/84 | Pohár UEFA                   | 3. kolo     | Radnički Niš          | 2:0         | 2:0       | 4:0          |
| 1983/84 | Pohár UEFA                   | Čtvrtfinále | Sparta Praha          | 2:0 (pp.)   | 0:1       | 2:1          |
| 1983/84 | Pohár UEFA                   | Semifinále  | Tottenham Hotspur     | 2:1         | 0:1       | 2:2 (v)      |
| 1984/85 | Pohár vítězů pohárů          | 1. kolo     | Dynamo Moskva         | 2:5         | 0:1       | 2:6          |
| 1985/86 | Pohár UEFA                   | 1. kolo     | Metz                  | 5:1         | 2:2       | 7:3          |
| 1985/86 | Pohár UEFA                   | 2. kolo     | Turín                 | 3:1         | 1:1       | 4:2          |
| 1985/86 | Pohár UEFA                   | 3. kolo     | Dnipro Dněpropetrovsk | 2:0         | 1:0       | 3:0          |
| 1985/86 | Pohár UEFA                   | Čtvrtfinále | KSV Waregem           | 1:0         | 0:1       | 1:1 (4:5 p.) |
| 1985/86 | Pohár UEFA                   | 1. kolo     | OFI Kréta             | 4:0         | 0:1       | 4:1          |
| 1985/86 | Pohár UEFA                   | 2. kolo     | Trakia Plovdiv        | 3:1         | 2:2       | 5:3          |
| 1985/86 | Pohár UEFA                   | 3. kolo     | Dundee United         | 0:0         | 0:2       | 0:2          |
| 1987/88 | Pohár vítězů pohárů          | 1. kolo     | Aalborg BK            | 1:0         | 0:1       | 1:1 (4:2 p.) |
| 1987/88 | Pohár vítězů pohárů          | 2. kolo     | Marseille             | 0:3         | 0:4       | 0:7          |
| 1991/92 | Pohár vítězů pohárů          | 1. kolo     | Tottenham Hotspur     | 1:0         | 0:2       | 1:2          |
| 1993/94 | Pohár vítězů pohárů          | 1. kolo     | Ajax                  | 1:0         | 0:6       | 1:6          |
| 1994/95 | Liga mistrů UEFA             | Předkolo    | Legia Warszawa        | 4:0         | 1:0       | 5:0          |
| 1994/95 | Liga mistrů UEFA             | Skupina C   | Benfica               | 0:0         | 1:2       | 2. ze 4      |
| 1994/95 | Liga mistrů UEFA             | Skupina C   | Steaua București      | 1:4         | 1:0       | 2. ze 4      |
| 1994/95 | Liga mistrů UEFA             | Skupina C   | Anderlecht            | 2:1         | 0:0       | 2. ze 4      |
| 1994/95 | Liga mistrů UEFA             | Čtvrtfinále | Ajax                  | 0:0         | 0:3       | 0:3          |
| 1995/96 | Liga mistrů UEFA             | Předkolo    | Panathinaikos         | 1:1         | 0:0       | 1:1 (v)      |
| 1996/97 | Pohár UEFA                   | 1. předkolo | Zimbru Chișinău       | 2:1         | 4:0       | 6:1          |
| 1996/97 | Pohár UEFA                   | 2. předkolo | Torpedo Moskva        | 1:0         | 0:2       | 1:2          |
| 1997/98 | Pohár UEFA                   | 1. předkolo | CS Grevenmacher       | 2:0         | 4:1       | 6:1          |
| 1997/98 | Pohár UEFA                   | 2. předkolo | Malmö FF              | 3:2         | 2:0       | 5:2          |
| 1997/98 | Pohár UEFA                   | 1. kolo     | Schalke 04            | 2:3         | 0:2       | 2:5          |
| 1998/99 | Pohár UEFA                   | 2. předkolo | Malmö FF              | 1:1         | 2:1       | 3:2          |
| 1998/99 | Pohár UEFA                   | 1. kolo     | Fiorentina            | 0:0         | 1:2       | 1:2          |
| 1999/00 | Pohár UEFA                   | Předkolo    | F91 Dudelange         | 5:0         | 1:1       | 6:1          |
| 1999/00 | Pohár UEFA                   | 1. kolo     | Levski Sofia          | 0:0         | 0:3       | 0:3          |
| 2000/01 | Liga mistrů UEFA             | 2. předkolo | Dunaferr              | 0:2         | 2:2       | 2:4          |
| 2001/02 | Liga mistrů UEFA             | 2. předkolo | Ferencváros           | 0:0         | 0:0       | 0:0 (6:5 p.) |
| 2001/02 | Liga mistrů UEFA             | 3. předkolo | Mallorca              | 1:0         | 0:2 (pp.) | 1:2          |
| 2001/02 | Pohár UEFA                   | 1. kolo     | Wisla Krakov          | 2:2         | 0:1       | 2:3          |
| 2002/03 | Pohár UEFA                   | Předkolo    | GÍ Gøta               | 3:0         | 8:0       | 11:0         |
| 2002/03 | Pohár UEFA                   | 1. kolo     | Fulham                | 0:1         | 2:2       | 2:3          |
| 2003/04 | Pohár UEFA                   | Předkolo    | Haka                  | 1:0         | 1:2       | 2:2 (v)      |
| 2003/04 | Pohár UEFA                   | 1. kolo     | Grasshopper           | 0:0         | 1:1       | 1:1 (v)      |
| 2003/04 | Pohár UEFA                   | 2. kolo     | Řím                   | 1:1         | 0:1       | 1:2          |
| 2004/05 | Liga mistrů UEFA             | 2. předkolo | Shelbourne            | 3:2         | 0:2       | 3:4          |
| 2005/06 | Liga mistrů UEFA             | 2. předkolo | Debrecen              | 0:5         | 0:3       | 0:8          |
| 2007/08 | Pohár UEFA                   | 1. předkolo | Budućnost Podgorica   | 1:0         | 1:1       | 2:1          |
| 2007/08 | Pohár UEFA                   | 2. předkolo | Sampdoria             | 0:1         | 1:1       | 1:2          |
| 2008/09 | Pohár UEFA                   | 1. předkolo | Birkirkara            | 4:0         | 3:0       | 7:0          |
| 2008/09 | Pohár UEFA                   | 2. předkolo | Deportivo La Coruña   | 0:2         | 0:0       | 0:2          |
| 2009/10 | Evropská liga UEFA           | 3. předkolo | Žilina                | 0:1         | 1:1       | 1.2          |
| 2010/11 | Evropská liga UEFA           | 3. předkolo | Dinamo București      | 3:0         | 1:3       | 4:3          |
| 2010/11 | Evropská liga UEFA           | 4. předkolo | Unirea Urziceni       | 4:1         | 1:1       | 5:2          |
| 2010/11 | Evropská liga UEFA           | Skupina G   | AEK Athény            | 1:3         | 1:3       | 4. ze 4      |
| 2010/11 | Evropská liga UEFA           | Skupina G   | Anderlecht            | 1:0         | 0:2       | 4. ze 4      |
| 2010/11 | Evropská liga UEFA           | Skupina G   | Zenit Sankt-Petěrburg | 2:3         | 0:2       | 4. ze 4      |
| 2011/12 | Evropská liga UEFA           | 3. předkolo | Stoke City            | 0:1         | 0:1       | 0:2          |
| 2012/13 | Evropská liga UEFA           | 2. předkolo | Skonto                | 2:0         | 0:1       | 2:1          |
| 2012/13 | Evropská liga UEFA           | 3. předkolo | Inter Milán           | 0:3         | 2:0       | 2:3          |
| 2013/14 | Evropská liga UEFA           | 2. předkolo | Turnovo               | 2:1         | 1:1       | 3:2          |
| 2013/14 | Evropská liga UEFA           | 3. předkolo | Dila Gori             | 0:1         | 0:1       | 0:2          |
| 2014/15 | Evropská liga UEFA           | 2. předkolo | Dundalk               | 1:2         | 2:0       | 3:2          |
| 2014/15 | Evropská liga UEFA           | 3. předkolo | Šachťor Karaganda     | 3:0         | 2:4       | 5:4          |
| 2014/15 | Evropská liga UEFA           | 4. předkolo | Dnipro Dněpropetrovsk | 0:0         | 1:2       | 1:2          |
| 2015/16 | Evropská liga UEFA           | 1. předkolo | Sillamäe Kalev        | 6:2         | 1:1       | 7:3          |
| 2015/16 | Evropská liga UEFA           | 2. předkolo | Koper                 | 4:1         | 2:3       | 6:4          |
| 2015/16 | Evropská liga UEFA           | 3. předkolo | Strømsgodset          | 2:0         | 2:0       | 4:0          |
| 2015/16 | Evropská liga UEFA           | 4. předkolo | Slovan Liberec        | 0:1         | 0:1       | 0:2          |
| 2016/17 | Evropská liga UEFA           | 2. předkolo | CSMS Iași             | 2:1         | 2:2       | 4:3          |
| 2016/17 | Evropská liga UEFA           | 3. předkolo | Oleksandrija          | 3:1         | 3:0       | 6:1          |
| 2016/17 | Evropská liga UEFA           | 4. předkolo | Maccabi Tel Aviv      | 2:1         | 1:2       | 3:3 (3:4 p.) |
| 2017/18 | Evropská liga UEFA           | 2. předkolo | Levski Sofia          | 1:0         | 2:1       | 3:1          |
| 2017/18 | Evropská liga UEFA           | 3. předkolo | Brøndby IF            | 2:0         | 0:0       | 2:0          |
| 2017/18 | Evropská liga UEFA           | 4. předkolo | Everton               | 1:1         | 0:2       | 1:3          |
| 2018/19 | Evropská liga UEFA           | 2. předkolo | Slavia Sofia          | 1:0         | 3:2       | 4:2          |
| 2018/19 | Evropská liga UEFA           | 3. předkolo | FCSB                  | 0:0         | 1:2       | 1:2          |
| 2019/20 | Evropská liga UEFA           | 1. předkolo | Gżira United          | 1:3         | 2:0       | 3–3 (v)      |
| 2020/21 | Evropská liga UEFA           | 2. předkolo | Renova                | Renova      | 1:0       |              |
| 2020/21 | Evropská liga UEFA           | 3. předkolo | Galatasaray           | Galatasaray | 0:2       |              |
| 2021/22 | Konferenční liga UEFA        | 2. předkolo | Tobol                 | 2:0         | 1:4 (pp.) | 3:4          |
| 2022/23 | Konferenční liga UEFA        | 3. předkolo | Vitória de Guimarães  | 3:1         | 0:1       | 3:2          |
| 2022/23 | Konferenční liga UEFA        | 4. předkolo | Villarreal            | 0:2         | 2:4       | 2:6          |
| 2023/24 | Konferenční liga UEFA        | 3. předkolo | PAOK                  | 0:0         | 0:3       | 0:3          |
| 2024/25 | Konferenční liga UEFA        | 2. předkolo | HB Tórshavn           | 2:0         | 0:0       | 2:0          |
| 2024/25 | Konferenční liga UEFA        | 3. předkolo | Ružomberok            |             |           |              |

## Známí hráči
Viz též: Hráči, kteří oblékali dres Hajduku Split
- Alen Bokšić
- Slaven Bilić
- Robert Jarni
- Ivica Šurjak
- Igor Tudor
- Bernard Vukas
- Nikola Kalinić
- Jiří Sobotka
- Hugo Almeida